# Meoneura carpathica
Meoneura carpathica is een vliegensoort uit de familie van de Carnidae. De wetenschappelijke naam van de soort is voor het eerst geldig gepubliceerd in 1977 door Papp.